# Sobhi Saïed
Pour les articles homonymes, voir Saïed.
Sobhi Saïed (arabe : صبحي سعيّد), né le 26 septembre 1982 à Béni Khiar, est un handballeur tunisien jouant au poste de demi-centre.

## Palmarès

### Clubs
- Vainqueur du championnat de Tunisie : 2002, 2003, 2006, 2007, 2018
- Vainqueur de la coupe de Tunisie : 2008, 2009
- Vainqueur du championnat arabe des clubs champions : 2004
- Médaille d'or à la coupe d'Afrique des vainqueurs de coupe : 2012
- Vainqueur de la coupe des Émirats arabes unis : 2010
- Vainqueur de la Supercoupe des Émirats arabes unis : 2010
- Finaliste de la coupe du monde des clubs : 2014
- Médaille d'or au championnat du Golfe des clubs : 2015
- Vainqueur du championnat du Qatar : 2015

### Équipe nationale

#### Jeux olympiques
- 1er tour aux Jeux olympiques de 2016 ( Brésil)

#### Championnat du monde de handball
- 4e au championnat du monde 2005 ( Tunisie)
- 11e au championnat du monde 2007 ( Allemagne)
- 20e au championnat du monde 2011 ( Suède)
- 19e au championnat du monde 2017 ( France)

#### Championnat d'Afrique
- Médaille d'or au championnat d'Afrique 2006 ( Tunisie)
- Médaille d'argent au championnat d'Afrique 2008 ( Angola)
- Médaille d'or au championnat d'Afrique 2010 ( Égypte)
- Médaille d'argent au championnat d'Afrique 2016 ( Égypte)

#### Autres
- Médaillé de bronze aux Jeux méditerranéens de 2009 ( Italie)

### Distinctions personnelles
- Meilleur demi-centre du championnat d'Afrique : 2008, 2010